# 3675 Kemstach
3675 Kemstach (1982 YP1) là một tiểu hành tinh nằm phía ngoài của vành đai chính được phát hiện ngày 23 tháng 12 năm 1982 bởi L. G. Karachkina ở Nauchnyj.